# Lisette Schenström
Ursula Elisabeth (Lisette) Schenström, född 2 mars 1921 i Vasa, Finland, död 23 maj 1975, var en finländsk-svensk målare och tecknare.
Hon var dotter till elteknikern Wilhelm von Schrowe och Lottie Karlsson och från 1943 gift med fabrikören Åke Schenström. Hon växte upp i Finland och fick där sporadisk handledning i skapande av konst från olika privatlärare men räknade sig själv som autodidakt. Efter att hon flyttade till Sverige ställde hon ut separat i Enköping 1956 och har därefter medverkat i ett flertal grupp- och samlingsutställningar. Tillsammans med Mats Åkerblom ställde hon ut i Ludvika och Skokloster 1966. Hennes konst består av stilleben och landskapsmotiv.